# Igreja de Santiago de Antas

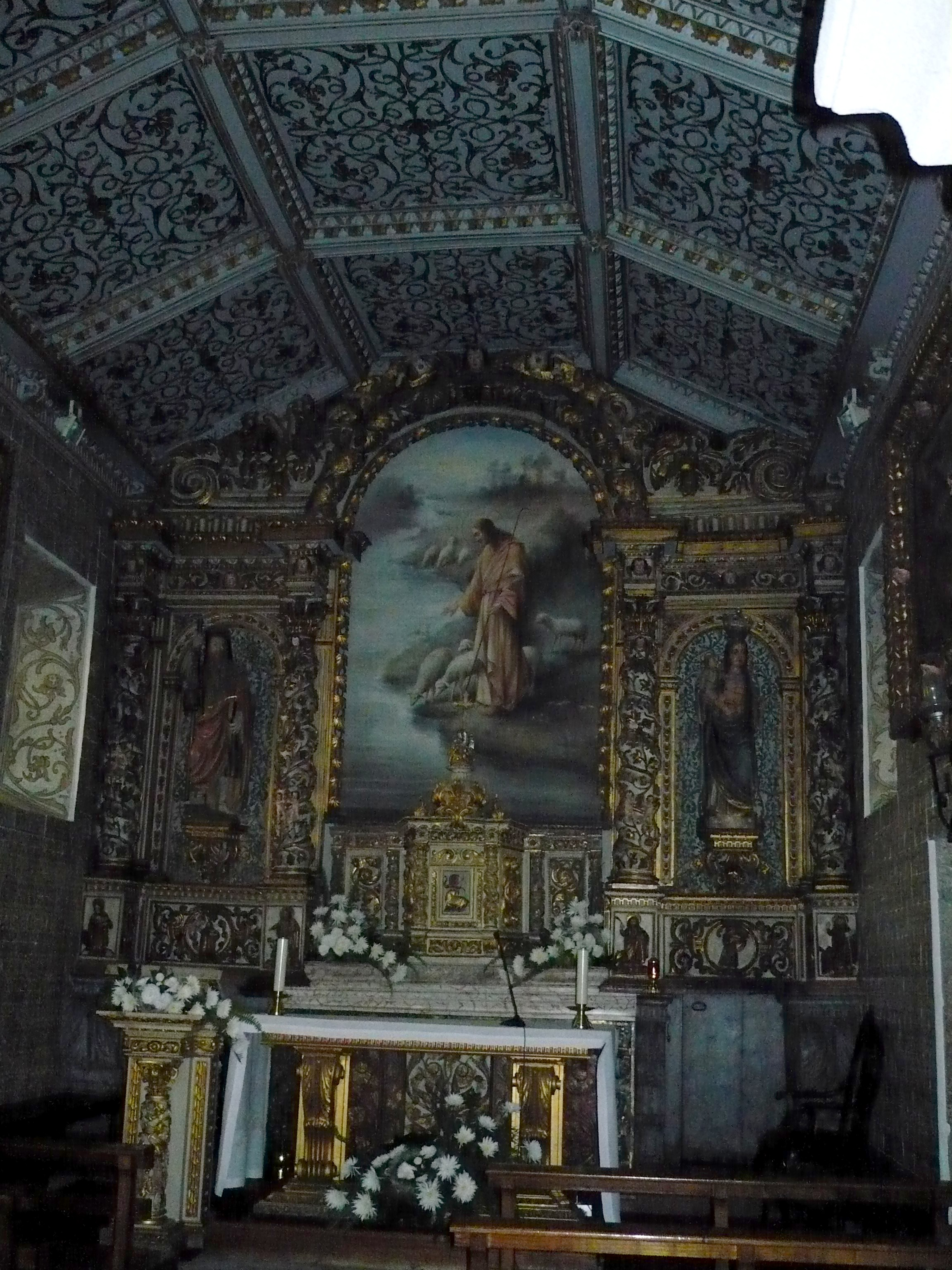
Igreja de Santiago de Antas: capela-mor.

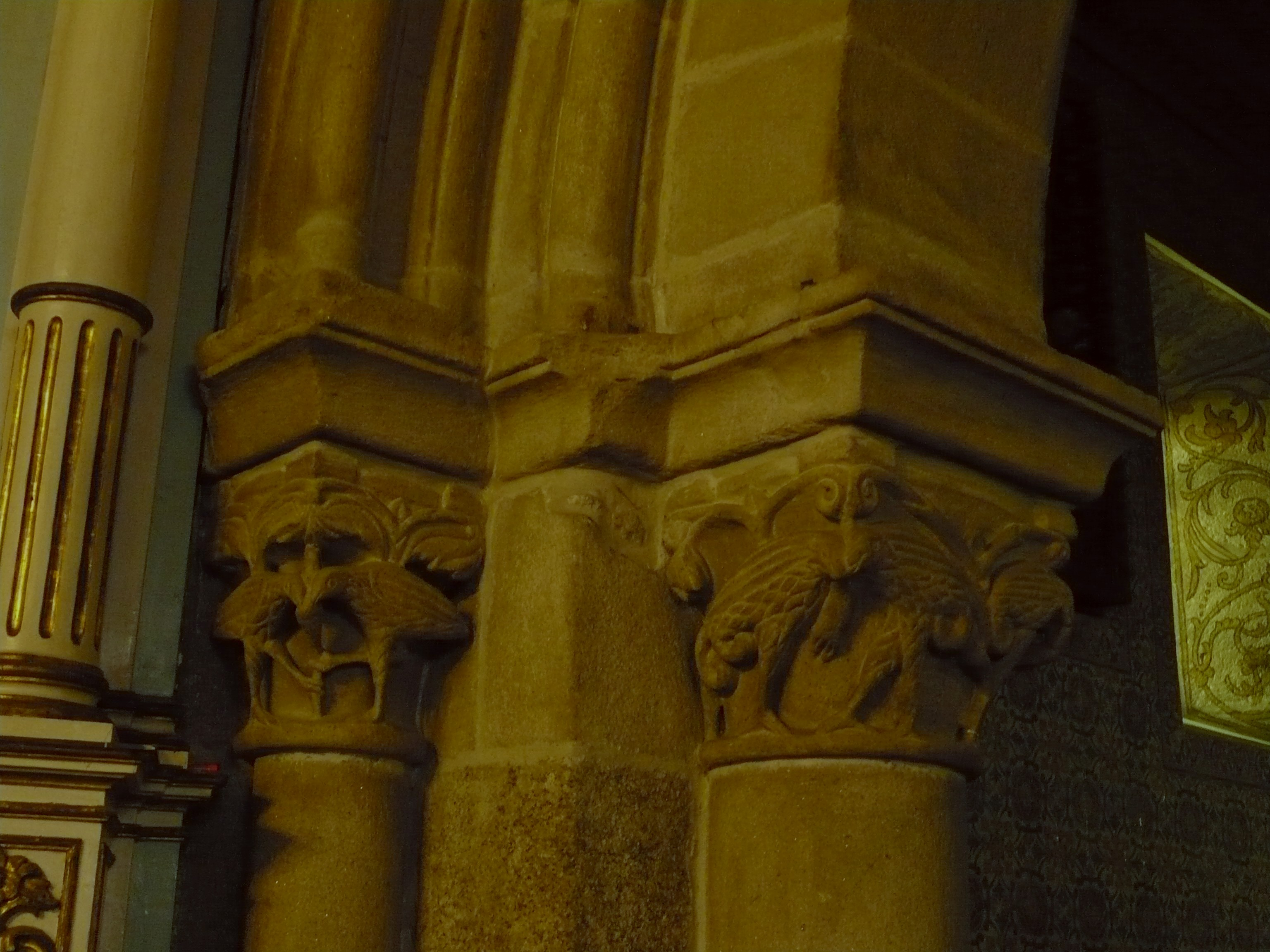
Igreja de Santiago de Antas: detalhe do arco triunfal; aves bebendo do mesmo cálice e devorando uma presa, nos capitéis.

A Igreja de Santiago de Antas localiza-se na freguesia de Antas, no município de Vila Nova de Famalicão, distrito de Braga, em Portugal.
Encontra-se classificada como Imóvel de Interesse Público pelo Decreto nº 42.007 de 6 de dezembro de 1958.

## História
Foi erguida, no século XIII, como igreja de um mosteiro que pertenceu à Ordem dos Templários.
Fontes documentais comprovam que, em 1549, era propriedade da Ordem dos Cónegos Regrantes de Santo Agostinho. Entretanto o mosteiro desapareceu, tendo apenas resistido a igreja que é, presentemente, igreja paroquial,

## Características
De estilo românico tardio, apresenta já alguns elementos do gótico.
Apresenta planta simples, sem qualquer tipo de monumentalidade ou sumptuosidade assinalável. As suas características inserem-no no românico regional. Pela sua elevação, é comparada à igreja de Roriz, sua contemporânea.
O portal principal tem quatro arquivoltas ligeiramente apontadas, apoiadas, dos dois lados, em quatro colunas com capitéis lavrados ao estilo gótico. Apresenta um tímpano liso. Acima do portal há uma rosácea poliocular. O cunhal setentrional é reforçado por um contraforte. O cunhal meridional está encostado à torre do campanário, onde se acede ao Museu Paroquial de Arte Sacra, através de uma porta ogival. As sineiras, duas em cada face, têm recorte semelhante. Um portal a sul apresenta capitéis rudemente antropomórficos.
O interior, de nave única, termina em arco triunfal de traçado ogival, assente em quatro meias colunas (duas de cada lado), com capitéis profusamente decorados com motivos geométricos, vegetalistas e zoomórficos (pares de aves a beber do mesmo cálice e outro a devorar uma presa e quadrúpedes). A capela-mor alberga quadros, imagens dos quatro Evangelistas, talha dourada e cobertura em caixotões, com decoração a ouro, resultantes de campanhas ulteriores, nomeadamente das realizadas já em período barroco. As paredes laterais estão revestidas a azulejos de tapete.